# Oreste de Tyane
Saint Oreste de Tyane est un saint martyr du IVe siècle, dont le jour de fête est fixé au 10 novembre selon le Martyrologe romain, ainsi que pour l'Église orthodoxe.

## Martyre
Médecin chrétien à Tyane en Cappadoce sous le règne de Dioclétien, accusé de détourner trop de gens du culte romain, et après avoir refusé d'adorer les divinités, il fut frappé longtemps et de plusieurs façons, puis éprouvé par le feu. Sans résultat, le préfet local ordonna de l'enfermer durant sept jours, sans manger ni boire. Reprenant alors le supplice, il fut percé de clous, puis attaché derrière un cheval sauvage qu'on lança au galop. Il consomma son martyre les membres brisés vers 304. Ses restes furent dispersés dans une rivière voisine, mais miraculeusement récupérés par un inconnu qui semble les avoir déposés dans une chapelle, une église ou un monastère entre Tyane et une montagne voisine (monts Taurus). Ce lieu, qui prit le nom de Saint-Oreste, est évoqué par saint Grégoire de Nazianze (Or., XLIII, 58). 